# Abu Road
Abu Road è una suddivisione dell'India, classificata come municipality, di 47.320 abitanti, situata nel distretto di Sirohi, nello stato federato del Rajasthan. In base al numero di abitanti la città rientra nella classe III (da 20.000 a 49.999 persone).

## Geografia fisica
La città è situata a 24° 28' 60 N e 72° 46' 60 E e ha un'altitudine di 262 m s.l.m..

## Società

### Evoluzione demografica
Al censimento del 2001 la popolazione di Abu Road assommava a 47.320 persone, delle quali 25.189 maschi e 22.131 femmine. I bambini di età inferiore o uguale ai sei anni assommavano a 7.117, dei quali 3.794 maschi e 3.323 femmine. Infine, coloro che erano in grado di saper almeno leggere e scrivere erano 32.382, dei quali 19.358 maschi e 13.024 femmine.